# 柯鲁柯镇
柯鲁柯镇，是中华人民共和国青海省海西蒙古族藏族自治州德令哈市下辖的一个乡镇级行政单位。民族以汉族为主，有部分蒙古族。

## 行政区划
柯鲁柯镇下辖以下地区：
德新路社区、田野村、乌兰干沟村、德令哈村、查汉沙牧委会、柯鲁努尔牧委会、陶生努尔牧委会、新秀村、花土村、连湖村、金原村、希望村、安康村、平原村、民兴村、民乐村、建设村、南山村、振兴村、新民村和辰光村。